# Michael Werner
Michael Werner est un historien français, né le 24 mai 1946 à Fribourg-en-Brisgau (Allemagne). Avec Michel Espagne, il est à l'origine de la notion de « transfert culturel » en historiographie.

## Biographie
Après des études de littérature et d'histoire à Fribourg-en-Brisgau, Munich et Bonn, il entre en 1970 au CNRS et en 1992 à l'École des hautes études en sciences sociales (EHESS), où il enseigne l'histoire socio-culturelle des relations franco-allemandes. Il y assure jusqu'en 2012 la direction du Centre de recherches interdisciplinaires sur l'Allemagne (UMR 8131 CNRS/EHESS). Historien de la culture, il lance, en collaboration avec Michel Espagne, le champ de recherche sur les transferts culturels. Avec Bénédicte Zimmermann, il formalise, à partir des années 2000, l'approche relationnelle de l'histoire croisée visant à appréhender des interactions socio-culturelles à géométrie variable et impliquant une multitude d'acteurs à des échelles différentes.
Ses travaux empiriques portent sur les émigrés allemands en France aux XIXe et XXe siècles (notamment Heinrich Heine, Ludwig Börne, Walter Benjamin), l'histoire des disciplines de sciences humaines et sociales ainsi que les pratiques sociales et culturelles de la musique.
Depuis 1992, il co-dirige la Revue des Annales. Il fait partie des fondateurs du Centre interdisciplinaire d'études et de recherches sur l'Allemagne, qu'il dirige de 2002 à 2015.

## Publications
- Begegnungen mit Heine. Berichte der Zeitgenossen", 2 vol., Hoffmann und Campe 1973
- Genius und Geldsack. Zum Problem des Schriftstellerberufs bei Heinrich Heine, Hoffmann und Campe 1978
- avec Michel Espagne (dir.), Transferts. Les relations interculturelles dans l'espace franco-allemand: XVIIIe et XIXe siècle, Éditions Recherche sur les civilisations, 1988
- avec Jacques Grandjonc et Waltraud Seidel-Höppner, Wolfgang Strähl : “Briefe eines Schweizers aus Paris” 1833-1836. Neue Dokumente zur Geschichte der frühproletarischen Kultur und Bewegung, Berlin, Akademie-Verlag, 1988
- avec Michel Espagne, Philologiques, 3 vol., Éditions Maison des sciences de l'homme, 1990-1991
- avec Elisabeth Décultot et Michel Espagne, Jean-Georges Wille, Briefwechsel, Niemeyer, 1999
- avec Michael Lackner, Der cultural turn in den Humanwissenschaften. Area Studies im Auf- oder Abwind des Kulturalismus, Reimers-Stiftung 1999
- avec Bénédicte Zimmermann (dir.), De la comparaison à l'histoire croisée, Seuil 2004
- Politiques et usages de la langue, Éditions Maison des sciences de l'homme 2007

## Famille
Michael Werner est le père du chercheur en informatique Benjamin Werner, du mathématicien Wendelin Werner (qui a reçu la médaille Fields), du physicien Félix Werner et du hautboïste Max Werner.